# ルイジ・アポローニ
ルイジ・アポッローニ (Luigi Apolloni, 1967年5月2日 - ) は、イタリア・フラスカーティ出身の元同国代表サッカー選手、現サッカー指導者。現役時代のポジションはDF。

## 経歴
ピストイエーゼでプロデビュー。
1987年から1999年まで、12年間にわたってパルマACでプレー。中心選手の一人であった。ロレンツォ・ミノッティとセンターバックのコンビを組み、通算385試合に出場した。加入当時セリエBだったクラブをセリエAへ昇格させ、さらにはヨーロッパのカップ戦を制するまでに導いた。パルマ在籍中、コッパ・イタリア優勝2回 (1991-92, 1998-99) 、UEFAカップ優勝2回 (1994-95, 1998-99) 、UEFAカップウィナーズカップ優勝1回 (1992-93) を経験した。その後はエラス・ヴェローナFCでプレーし現役を引退した。

## 代表歴
1994年、パルマACでの活躍が認められてアリゴ・サッキ監督率いるイタリア代表に初招集され、同年5月のフィンランド代表戦で代表デビュー。 同年のFIFAワールドカップでもメンバー入り、グループリーグ第2戦ノルウェー代表戦では、フランコ・バレージの負傷離脱により途中出場、決勝のブラジル代表戦にも出場、計3試に出場した。UEFA EURO '96でも2試合に出場したが、チェコ戦では退場となった。

## 指導歴
現役引退後はパルマで指導者としてのキャリアをスタートさせた後、2009年にセリエBのモデナFCで初めてチームの指揮を執った。2015年7月にパルマ・カルチョ1913の創設と同時に監督に就任した。
2018年5月31日、再建されセリエD所属となったモデナの指揮官として招聘された。

## 監督成績
2019年1月6日現在
| クラブ       | 国             | 就任           | 退任           | 記録 | 記録 | 記録 | 記録 | 記録 | 記録 | 記録 | 記録   |
| クラブ       | 国             | 就任           | 退任           | 試   | 勝   | 分   | 敗   | 得   | 失   | 差   | 勝率   |
| ------------ | -------------- | -------------- | -------------- | ---- | ---- | ---- | ---- | ---- | ---- | ---- | ------ |
| モデナ       | イタリアの旗   | 2009年1月26日  | 2010年6月23日  | 63   | 24   | 18   | 21   | 70   | 74   | −4   | 038.10 |
| グロッセート | イタリアの旗   | 2010年6月23日  | 2010年9月27日  | 7    | 2    | 2    | 3    | 9    | 6    | +3   | 028.57 |
| グッビオ     | イタリアの旗   | 2012年4月2日   | 2012年6月23日  | 9    | 1    | 2    | 6    | 6    | 15   | −9   | 011.11 |
| レッジャーナ | イタリアの旗   | 2012年12月28日 | 2013年3月19日  | 9    | 2    | 1    | 6    | 5    | 16   | −11  | 022.22 |
| ゴリツァ     | スロベニアの旗 | 2013年6月13日  | 2014年10月6日  | 58   | 25   | 14   | 19   | 88   | 57   | +31  | 043.10 |
| パルマ       | イタリアの旗   | 2015年7月3日   | 2016年11月22日 | 58   | 37   | 16   | 5    | 112  | 42   | +70  | 063.79 |
| モデナ       | イタリアの旗   | 2018年5月31日  | 2019年1月10日  | 19   | 11   | 5    | 3    | 31   | 20   | +11  | 057.89 |
| 合計         | 合計           | 合計           | 合計           | 223  | 102  | 58   | 63   | 321  | 230  | +91  | 045.74 |

## タイトル

### 選手時代
パルマ
- UEFAカップウィナーズカップ : 1992-93
- UEFAスーパーカップ : 1993
- コッパ・イタリア : 1991-92, 1998-99
- UEFAカップ : 1994-95, 1998-99
- スーペルコッパ・イタリアーナ : 1999

### 指導者時代
ゴリツァ
- ポカル・ノゴメトネ・ズヴェゼ・スロヴェニイェ : 2013-14

パルマ
- セリエD : 2015-16